# بروتيوس (مارفل كومكس)
بروتيوس هو شخصية خيالية في مارفل كومكس من ابتكار كريس كليرمونت وجون بيرن،ظهرت لأول مرة في سبتمبر 1979.